# Pazius spinosus
Pazius spinosus is een schorpioenvliegachtige uit de familie van de hangvliegen (Bittacidae). De wetenschappelijke naam van de soort is voor het eerst geldig gepubliceerd door Byers & Roggero in 1992.
De soort komt voor in Panama.